# Hwang Jin-yi
Hwang Jin-yi (1506 o 1520 circa – 1560 circa) è stata una cantante, poetessa, danzatrice e cortigiana coreana.
Conosciuta anche con il nome d'arte Myeong-wol (명월?; lett. "Luna splendente"), è stata una delle più famose kisaeng della Dinastia Joseon. Vissuta durante il regno di Re Jungjong, era nota per l'eccezionale bellezza, oltre che per l'affascinante arguzia e la straordinaria intelligenza, ammirata per la sua determinazione e indipendenza. È diventata una figura quasi mitica in Corea, riuscendo ad ispirare novelle, opere, film e serie televisive.

## Opere
Particolarmente versata nella poesia, Hwang Jin-Yi deve la sua fama soprattutto ai sijo da lei composti. Solo parte delle sue opere è giunta ai nostri giorni, pochi sijo e alcuni pezzi per geomungo. I suoi componimenti sono testimonianza della sua maestria nell'utilizzo delle parole e della sua abilità negli arrangiamenti musicali. I sijo di Hwang Jin-Yi spesso descrivono le bellezze della città di Gae-seong, da cui ella stessa proveniva (tra queste il palazzo reale di Manwoldae e le cascate di Pakyon) e le tragiche vicende dei suoi amori perduti.

## Impatto culturale
Alla fine del ventesimo secolo, la storia di Hwag Jin-Yi ha attirato l'attenzione della popolazione coreana, interessando tutta la penisola. La storia della sua vita è stata romanzata più volte e tra le opere del genere si ricorda il romanzo Hwang Jin-yi, dello scrittore nordcoreano Hong Seok-jung: pubblicato nel 2002, il romanzo è stato ben accolto da pubblico e critica ed è il primo scritto nordcoreano a vincere il premio sudcoreano Manhae . Da quest'opera è stato tratto il film Hwang Jin-yi, con l'attrice Song Hye-kyo nel ruolo principale: distribuito a partire dal 6 giugno 2007, il film ha avuto un discreto successo, anche se non sufficiente per coprire i costi di realizzazione. È stato evidenziato inoltre che il film, inizialmente pensato come fulcro di un progetto per avvicinare le due Coree, attraverso la promozione della tradizione e della storia nord-coreana (la città di Gae-song è in Nord Corea), abbia perso il suo originale obiettivo, a favore di scelte "commerciali", effettuate nel corso della sua realizzazione .
Si ricorda inoltre il bestseller della scrittrice sud-coreana Jeon Gyeong-rin, del 2004, dedicato sempre a Hwang Jin-Yi. Alla fine del 2006, l'emittente televisiva KBS ha realizzato una serie TV intitolata Hwang Jin-yi, interpretata dall'attrice Ha Ji-won.